# Großschwabhausen
Großschwabhausen là một đô thị thuộc huyện Weimarer Land, bang Thüringen, Đức. Đô thị này có diện tích 12,16 km², dân số thời điểm 31 tháng 12 năm 2006 là 1077 người. Ngày 1 tháng 12 năm 2007, đô thị Hohlstedt đã được hợp nhất vào Großschwabhausen.